# گادوین ۴۲۵۲
سیارک ۴۲۵۲ (به انگلیسی: 4252 Godwin، نامگذاری:1985RG4) چهار هزار و دویست و پنجاه و دومین سیارک کشف شده‌است که در ۱۱ سپتامبر ۱۹۸۵ کشف شد.
قدر مطلق سیارک برابر ۳۶.۶ است.